# Terenura sicki
Terenura sicki là một loài chim trong họ Thamnophilidae.